# Marcelo Nicola
Marcelo Patricio Nicola Virginio  (* 12. Mai 1971 in Rafaela, Argentinien) ist ein ehemaliger argentinischer Basketballspieler und heutiger Trainer.

## Spielerkarriere

### Im Verein
Marcelo Nicola begann seine Profikarriere 1988 beim argentinischen Verein Sport Club Santa Fe, wo er für eine Saison unter Vertrag stand. Mit seinem Wechsel 1989 nach Europa begann für den Power Forward eine erfolgreiche Karriere, die ihn durch die führenden Meisterschaften Europas aus Spanien, Griechenland und Italien führte. Nicola spielte dabei unter anderem für die Spitzenmannschaften TAU Ceramica, Panathinaikos Athen oder auch FC Barcelona. Von 1989 bis 2007 konnte Nicola eine Reihe von Titeln gewinnen und wurde 1993 von den Houston Rockets an 50. Stelle der NBA-Drafts ausgewählt. Seine erfolgreichste Phase hatte der Power Forward beim italienischen Erstligisten Benetton Treviso. Neben zwei Meisterschaften, drei Pokalsiegen sowie zwei Supercup-Titel, konnte Nicola 1999 zum zweiten Mal in seiner Laufbahn den Saporta-Cup gewinnen und erreichte zudem 2003 das Finale der EuroLeague. 2005 erreichte Nikola mit BC Kiew das Finale um den FIBA EuroCup.

### In der Nationalmannschaft
Mit der argentinischen Nationalmannschaft nahm Nicola an den Weltmeisterschaften 1994 und 1998 sowie den Olympischen Spielen 1996 teil.

## Trainerkarriere
Nach seiner aktiven Laufbahn übernahm Nikola bei seinem ehemaligen Verein Benetton Treviso, unter Coach Oktay Mahmuti, den Posten des Co-Traniers. Von Februar bis November 2015 war er Cheftrainer von Lietuvos rytas Vilnius.

## Erfolge
- Italienischer Meister: 2002, 2003
- Ukrainischer Meister: 2005
- Spanischer Pokal: 1995
- Italienischer Pokal: 2000, 2003, 2004
- Italienischer Supercup: 2001, 2002
- Saporta-Cup: 1996, 1999

## Auszeichnungen
- All-Euroleague Second Team: 2002